# اکام ۲
اکام ۲ (به لاتین: Akom II) یک منطقهٔ مسکونی در کامرون است.